# Солонополи
Солонополи (порт. Solonópole)  —  муниципалитет в Бразилии, входит в штат Сеара. Составная часть мезорегиона Сертойнс-Сеаренсис. Входит в экономико-статистический  микрорегион Сертан-ди-Сенадор-Помпеу. Население составляет 17 457 человек на 2006 год. Занимает площадь 1 536,158 км². Плотность населения — 11,4 чел./км².

## Статистика
- Валовой внутренний продукт на 2003 составляет 35.287.372,00 реалов (данные: Бразильский институт географии и статистики).
- Валовой внутренний продукт на душу населения на 2003 составляет 2.046,71 реалов (данные: Бразильский институт географии и статистики).
- Индекс развития человеческого потенциала на 2000 составляет 0,640 (данные: Программа развития ООН).